# Queratolítico
Un queratolítico es un agente para el tratamiento de verrugas, callos y otras lesiones en las que la epidermis produce exceso de células. En esta terapia ácida, como la Pomada de Whitfield o el de Jessner, la solución se aplica en la lesión. Esta terapia adelgaza la piel encima y alrededor de la lesión, lo que reblandece la piel.
Los queratolíticos también suavizan la queratina, un componente importante de la piel.  Esto sirve para mejorar la suavidad, por lo que son beneficiosos en el tratamiento de piel seca.  Tales agentes incluyen  los álcalis (por hinchamiento e hidrólisis de piel), ácido salicílico, urea, ácido láctico, alantoína, y los ácidos glycolico, y tricloroacetico.
Mientras los agentes citostáticos como el piritionato de zinc son los más habituales, los queratolíticos (ácido salicílico y azufre) también pueden ser utilizados en el tratamiento de caspa y dermatitis seborreica.
El azufre y el ácido salicílico también se pueden usar en el tratamiento del acné en algunos pacientes. El resorcinol es otro queratolítico usualmente combinado con azufre. La urea sirve también, debido a su propiedad higroscópica.
Funciona perfecto para aplicar previo a pasar piedra pómez o algún abrasivo, y así reducir el grosor de la piel a tratar.